# Liste der Gouverneure von Gambia
Dies ist eine Liste der Gouverneure von Gambia.
(Daten in kursiver Schrift zeigen de facto eine Fortsetzung der Amtszeit an)
| Besitz                                   | Amtsinhaber                                     | Bemerkung                                                  |
| Britische Oberhoheit                     | Britische Oberhoheit                            | Britische Oberhoheit                                       |
| ---------------------------------------- | ----------------------------------------------- | ---------------------------------------------------------- |
| 1815 bis 1821                            | Sir Alexander Grant, Kommandant                 |                                                            |
| Britische Kolonie (unter Sierra Leone)   |                                                 |                                                            |
| 1821 bis 1829                            | Sir Alexander Grant, Kommandant                 |                                                            |
| 1829 bis 1830                            | Alexander Findlay, Leutnantgouverneur           |                                                            |
| 1830 bis 1837                            | George Rendall, Leutnantgouverneur              |                                                            |
| 1837 bis 1838                            | Thomas Lewis Ingram, Leutnantgouverneur         | 1. Amtszeit                                                |
| 1838 bis 1839                            | William Mackie, Leutnantgouverneur              |                                                            |
| 1839 bis 1840                            | Thomas Lewis Ingram, Leutnantgouverneur         | 2. Amtszeit                                                |
| 1840 bis 1841                            | Sir Henry Vere Huntley, Leutnantgouverneur      |                                                            |
| 1841 bis 1843                            | Thomas Lewis Ingram, Leutnantgouverneur         | 3. Amtszeit                                                |
| Britische Kolonie                        |                                                 |                                                            |
| 1843                                     | Henry Froude Seagram, Gouverneur                |                                                            |
| 1843 bis 1844                            | Edmund Norcott, Gouverneur                      |                                                            |
| 1844 bis 1847                            | Charles Fitzgerald, Gouverneur                  |                                                            |
| 1847 bis 1851                            | Sir Richard Graves MacDonnell, Gouverneur       |                                                            |
| 1851 bis 1852                            | Sir Arthur Edward Kennedy, Gouverneur           |                                                            |
| 1852 bis 1859                            | Luke Smythe O’Connor, Gouverneur                |                                                            |
| 1859 bis 1866                            | George Abbas Kooli D’Arcy, Gouverneur           |                                                            |
| Britische Kolonie (unter Sierra Leone)   |                                                 |                                                            |
| 1866 bis 1869                            | Charles George Edward Patey, Verwalter          |                                                            |
| 1869 bis 1871                            | Alexander Bravo, Verwalter                      |                                                            |
| 1871 bis 1873                            | Jeremiah Thomas Fitzgerald Callaghan, Verwalter |                                                            |
| 1873 bis 1875                            | Cornelius Hendricksen Kortright, Verwalter      |                                                            |
| 1875 bis 1877                            | Sir Samuel Rowe, Verwalter                      |                                                            |
| 1877 bis 1884                            | Valesius Skipton Gouldsbury, Verwalter          |                                                            |
| 1884 bis 1886                            | Sir Cornelius Alfred Moloney, Verwalter         |                                                            |
| 1886 bis 1888                            | Sir James Shaw Hay, Verwalter                   |                                                            |
| Britische Kolonie                        |                                                 |                                                            |
| 1888 bis 1891                            | Sir Gilbert Thomas Carter, Verwalter            |                                                            |
| 1891 bis 1898                            | Robert Baxter Llewelyn, Verwalter               |                                                            |
| 1898 bis 1900                            | Sir Robert Baxter Llewelyn, Verwalter           |                                                            |
| 1900 bis 11. Januar 1901                 | Sir George Chardin Denton, Verwalter            |                                                            |
| 11. Januar 1901 bis 21. Dezember 1911    | Sir George Chardin Denton, Gouverneur           |                                                            |
| 21. Dezember 1911 bis 11. April 1914     | Henry Lionel Galway, Gouverneur                 | Früher Henry Lionel Gallwey                                |
| 11. April 1914 bis 1916                  | Edward John Cameron, Gouverneur                 |                                                            |
| 1918 bis 1919                            | Herbert Henniker, stellvertretender Gouverneur  |                                                            |
| 1916 bis 1920                            | Sir Edward John Cameron, Gouverneur             |                                                            |
| 1920 bis 3. Januar 1921                  | Herbert Henniker, stellvertretender Gouverneur  |                                                            |
| 3. Januar 1921 bis 10. März 1927         | Sir Cecil Hamilton Armitage, Gouverneur         |                                                            |
| 10. März 1927 bis 29. November 1928      | Sir John Middleton, Gouverneur                  |                                                            |
| 29. November 1928 bis 11. September 1930 | Sir Edward Brandis Denham, Gouverneur           |                                                            |
| 11. September 1930 bis 12. April 1934    | Sir Herbert Richmond Palmer, Gouverneur         |                                                            |
| 12. April 1934 bis 22. Oktober 1936      | Sir Arthur Frederick Richards, Gouverneur       |                                                            |
| 22. Oktober 1936 bis 23. März 1942       | Sir Thomas Southorn, Gouverneur                 |                                                            |
| 23. März 1942 bis 1944                   | Hilary Rudolph Robert Blood, Gouverneur         |                                                            |
| 1944 bis 29. März 1947                   | Sir Hilary Rudolph Robert Blood, Gouverneur     |                                                            |
| 29. März 1947 bis 1948                   | Andrew Barkworth Wright, Gouverneur             |                                                            |
| 1948 bis Dezember 1949                   | Sir Andrew Barkworth Wright, Gouverneur         |                                                            |
| Dezember 1949 bis 1952                   | Percy Wyn-Harris, Gouverneur                    |                                                            |
| 1952 bis 19. Juni 1958                   | Sir Percy Wyn-Harris, Gouverneur                |                                                            |
| 19. Juni 1958 bis 29. März 1962          | Sir Edward Henry Windley, Gouverneur            |                                                            |
| 29. März 1962 bis 18. Februar 1965       | Sir John Warburton Paul, Gouverneur             | Generalgouverneur von Gambia                               |
| 18. Februar 1965                         | Unabhängigkeit der Kolonie Gambia               | Fortsetzung, siehe: Liste der Staatsoberhäupter von Gambia |